# Billy Vukovich Jr.
William John "Bill" (eller "Billy") Vukovich Jr., född 29 mars 1944 i Riverside, Kalifornien, död 20 augusti 2023, var en amerikansk racerförare. Han var son till Bill Vukovich som vann Indianapolis 500 två gånger, samt far till Billy Vukovich III. Både Vukovichs far och son förolyckades på racingbanan.

## Racingkarriär
Vukovich tävlade i IndyCar samt midget cars, och deltog i Indianapolis 500 vid tolv tillfällen. Han tog sammanlagt 23 stycken nationella midget car-delsegrar, och vann på Michigan International Speedway i USAC National Championship 1973. Han blev som bäst tvåa i Indianapolis 500 1973, då han hade ett av sina bästa år och slutade fyra i det nationella mästerskapet. Hans bästa mästerskapsplaceringar kom dock året innan och 1979 med två andraplatser, samt även en tredjeplats 1971. Efter att ha misslyckats med att kvala in till Indianapolis 500 vid flera tillfällen lade Vukovich hjälmen på hyllan 1983.